# Otites tangeriana
Otites tangeriana är en tvåvingeart som beskrevs av Becker 1913. Otites tangeriana ingår i släktet Otites och familjen fläckflugor.
Artens utbredningsområde är Marocko. Inga underarter finns listade i Catalogue of Life.